# Раша (Огайо)
Раша (англ. Russia) — селище (англ. village) в США, в окрузі Шелбі штату Огайо. Населення — 712 особи (2020).

## Географія
Раша розташована за координатами 40°13′50″ пн. ш. 84°24′29″ зх. д. / 40.23056° пн. ш. 84.40806° зх. д. (40.230631, -84.408141).  За даними Бюро перепису населення США в 2010 році селище мало площу 2,04 км², з яких 2,02 км² — суходіл та 0,02 км² — водойми.

## Демографія
Згідно з переписом 2010 року, у селищі мешкало 640 осіб у 224 домогосподарствах у складі 173 родин. Густота населення становила 314 особи/км².  Було 242 помешкання (119/км²).
Расовий склад населення:
| - 99,2 % — білих |

До двох чи більше рас належало 0,8 %. Частка іспаномовних становила 0,2 % від усіх жителів.
За віковим діапазоном населення розподілялося таким чином: 35,0 % — особи молодші 18 років, 51,9 % — особи у віці 18—64 років, 13,1 % — особи у віці 65 років та старші. Медіана віку мешканця становила 31,6 року. На 100 осіб жіночої статі у селищі припадало 93,9 чоловіків;  на 100 жінок у віці від 18 років та старших — 100,0 чоловіків також старших 18 років.
Середній дохід на одне домашнє господарство  становив 78 291 долар США (медіана — 65 682), а середній дохід на одну сім'ю — 89 005 доларів (медіана — 84 531). Медіана доходів становила 53 750 доларів для чоловіків та 32 344 долари для жінок. За межею бідності перебувало 6,0 % осіб, у тому числі 7,9 % дітей у віці до 18 років та 8,9 % осіб у віці 65 років та старших.
Цивільне працевлаштоване населення становило 296 осіб. Основні галузі зайнятості: виробництво — 39,5 %, освіта, охорона здоров'я та соціальна допомога — 19,3 %, транспорт — 6,8 %, оптова торгівля — 5,1 %.